# 敷島紡信號場
敷島紡信號場（日语：／ Sikisimabō Shingōjō */?）是位於富山縣富山市西大澤（開業時為舊・上新川郡大澤野町），富山地方鐵道（地鐵）笹津線的號誌站（廢站）。

## 概要
在敷紡前站靠近地鐵笹津站一方0.6公里處設置了號誌站。該處是本線和連接至敷島紡績笹津工場（現時：敷紡富山工場）的專用線的分岔地點。
工場的路軌從笹津線西邊開啟向南方延伸，隨後進入此號誌站範圍後於本線東邊匯合。

## 歷史
- 1952年（昭和27年）8月15日：富山地方鐵道笹津線大久保町站至地鐵笹津站之間開通（笹津線全線開通），此號誌站啟用[2][3][4]。
- 1975年（昭和50年）4月1日：笹津線廢除，此站也被廢除[2][3][4]。

## 構造
截至廢除前，此號誌站設有2線，為一座單線分岔型號誌站。基於這個特性，此站不可進行列車交會或待避。在分岔後直至工場前的專用線區間中，設有機走線和列車交會設備。
此專用線上會有DeKi6500形電力機車DeKi6502號機，於敷島紡績笹津工場至地鐵笹津站之間行走貨運列車班次。該機車會在工場內進行調度的作業。在該專用線中，晩年每日設有7個往返貨運列車班次。但是在廢線前只剩下每日1個往返班次。

## 周邊
- 富山縣道196號笹津停車場線（日语：富山県道196号笹津停車場線）

## 現狀
截至2007年（平成19年）9月，此號誌站附近的路軌遺址變成了富山縣道196號笹津停車場線。截至2008年（平成20年）和2009年（平成21年）11月也是同樣。該縣道是雙線雙程道路，並且延伸至地鐵笹津站遺址附近。

## 相鄰車站
富山地方鐵道
笹津線
敷紡前－敷島紡信號場－地鐵笹津

## 注腳

## 相關項目
- 日本鐵路車站列表 Shi